# Clădirea fostei școli reale fondată de Mihail Karcevski
Clădirea fostei școli reale Nr. 2, fondată de Mihail Karcevski este un monument de arhitectură și istorie de însemnătate națională, introdus în Registrul monumentelor de istorie și cultură a municipiului Chișinău, amplasat în Centrul istoric, pe str. Mitropolit Gavriil Bănulescu-Bodoni, 33. În prezent, în incinta imobilului se află Liceul teoretic „Mircea Eliade”.

## Istoric
O clădire cu un etaj a existat la prima etapă. În 1907, nobilul Mihail Karcevski a cumpărat imobilul de la negustorul Caprel Davidov, pentru a servi drept sediu pentru noua sa școală, fondată doi ani mai devreme. În 1913 Karcevski a vândut orașului imobilul, drept sediu pentru școală reală, aceasta continuându-și activitatea până în 1930, când a fost deschisă școala primară Nr. 15. În perioada postbelică clădirea a fost reconstruită cu pentru școala Nr. 37 cu amplificarea volumului în stilul realismului socialist. Începând cu 1990, clădirea se află în gestiunea liceului.

## Descriere
Edificiul școlii, inițial rectangular, a fost construit într-un parter amplasat cu o retragere de la linia roșie a străzii. După al doilea război mondial vechea clădire a școlii a fost înălțată cu un etaj, iar între linia roșie a străzii și școală a fost construit un bloc cu trei niveluri, fațada principală a clădirii devenind aliniată la linia roșie a străzii. Compoziția parterului repetă, dar cu o alungire, arhitectura Școlii reale a lui Karcevski: o compoziție simetrică, cu intrarea amplasată în centru, de o parte și alta a intrării fiind amplasate câte cinci ferestre ample. Golurile ferestrelor sunt rectangulare, conturate cu ancadramente cu evidențierea bolțarului central, sprijinite pe console cu panou sub plita de pervaz. Peretele parterului se termină printr-o cornișă neoclasică cu denticule, deasupra căruia se află două etaje. În aspectul părții noi a clădirii s-au relevat principiile arhitectonice ale anilor '50 ai secolului al XIX-lea, așa numitul empir stalinist.

## Galerie de imagini

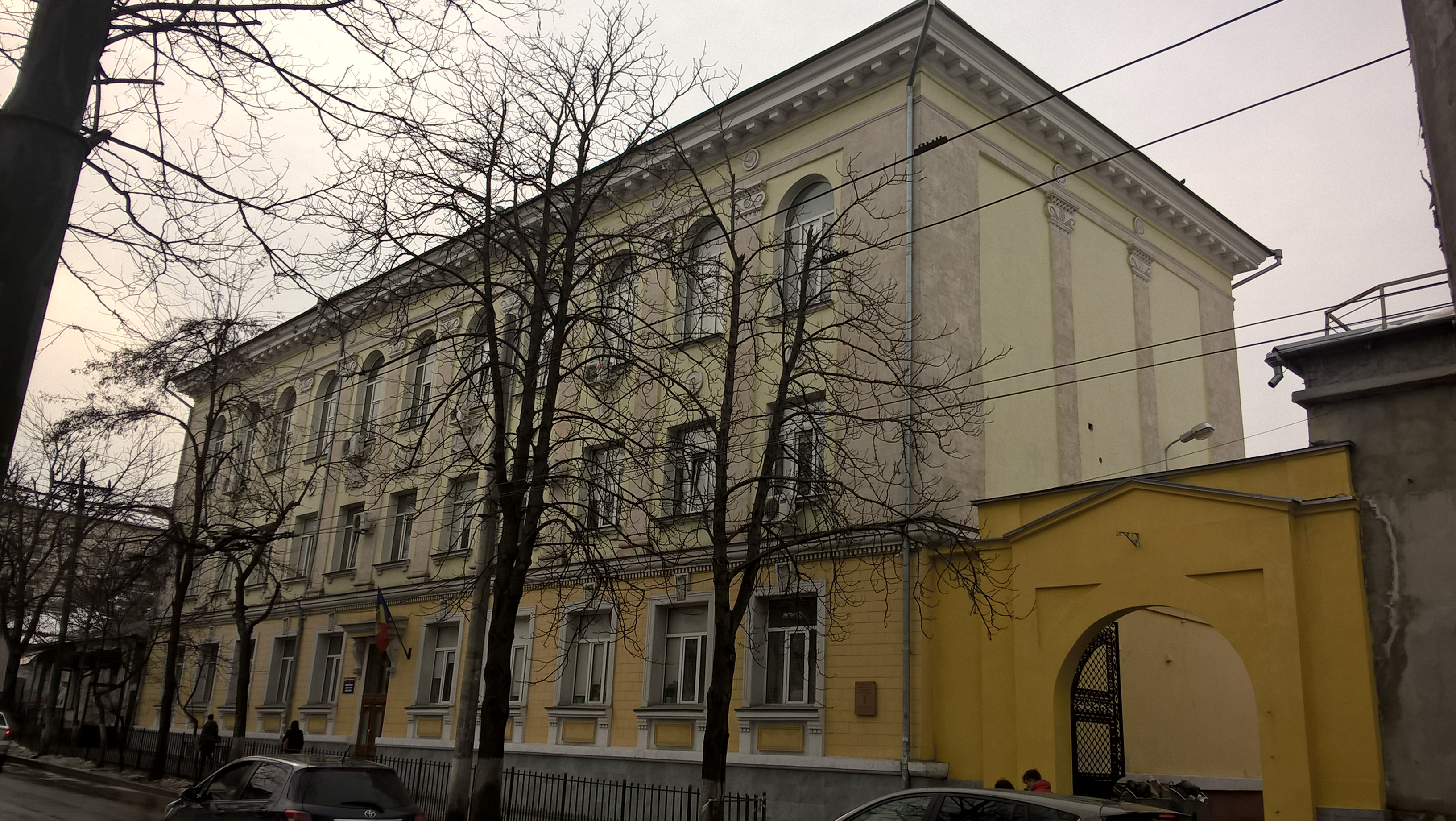
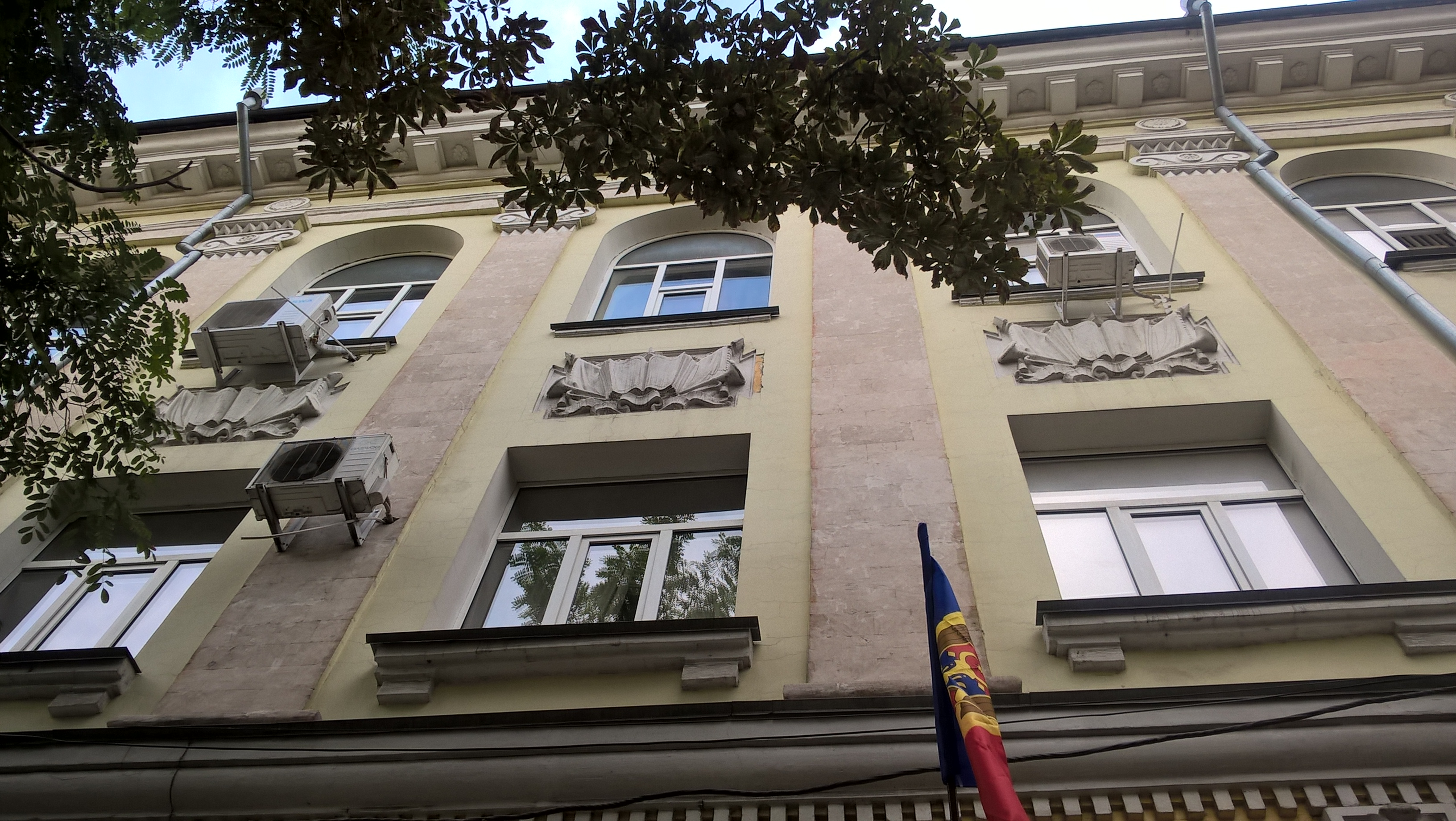
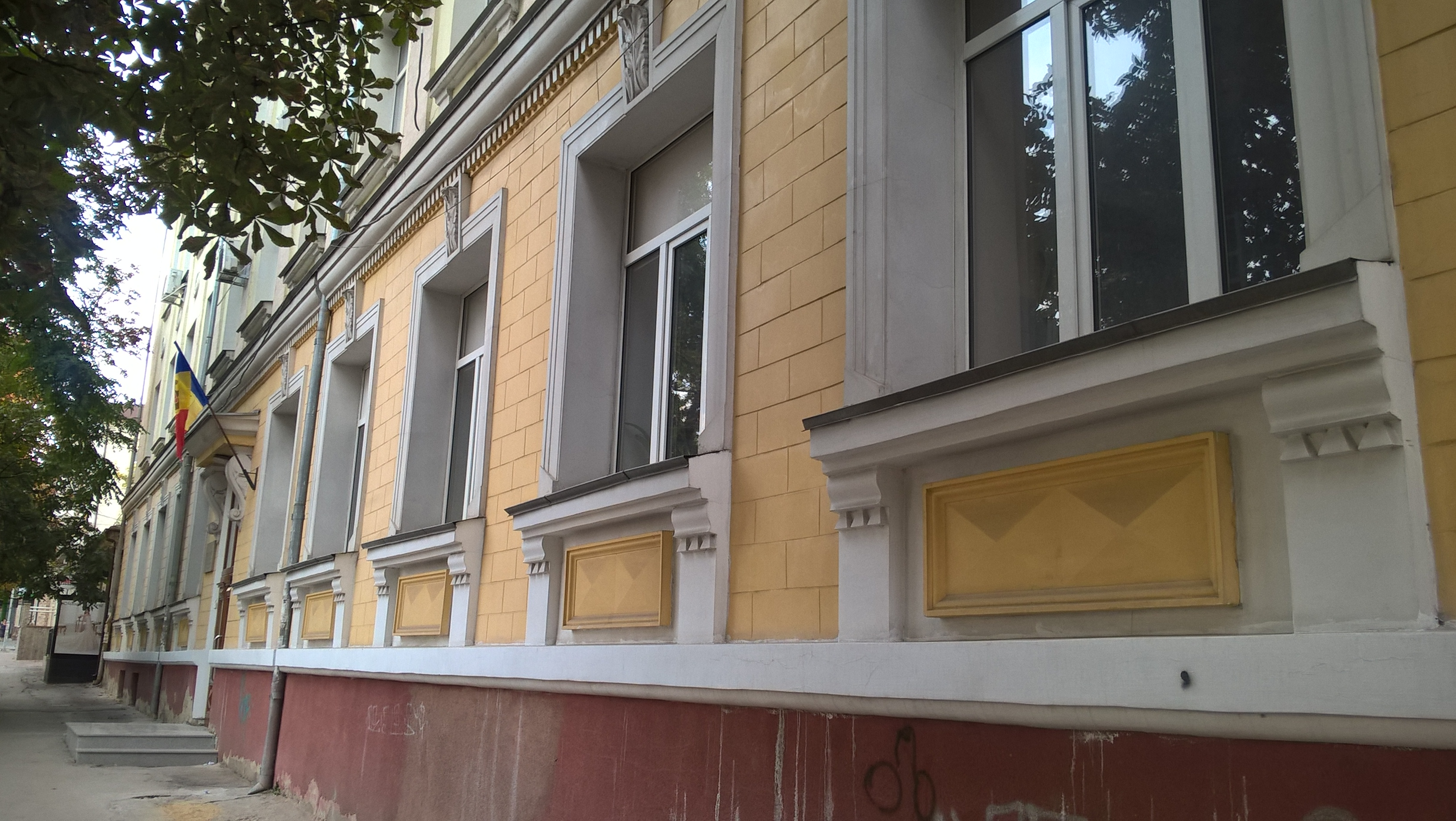